# Lothar Weschke
Lothar Weschke (* 11. Oktober 1943; † 28. Dezember 2019) war ein deutscher Fußballspieler. Der zumeist als Flügelspieler eingesetzte Offensivspieler absolvierte zwischen 1963 und 1972 bei den Vereinen Eintracht Braunschweig und Fortuna Düsseldorf 21 Bundesligaspiele und erzielte dabei ein Tor. In den Jahren 1968 und 1971 glückte ihm mit Kickers Offenbach bzw. Fortuna Düsseldorf der Aufstieg in die 1. Bundesliga.

## Laufbahn
Als Klaus Gerwien ab Januar 1964 krankheitshalber über Monate ausfiel, wurde Lothar Weschke aus der Amateurmannschaft in den Kader der Bundesligamannschaft von Eintracht Braunschweig aufgenommen. Er debütierte am 18. Januar 1964 bei einem 2:0-Auswärtserfolg bei Preußen Münster in der Bundesliga. Am Rundenende hatte Weschke 13 Ligaspiele absolviert. Im zweiten Bundesligajahr 1964/65 verstärkte Trainer Helmuth Johannsen die blau-gelben „Löwen“ mit den drei Offensivkräften Lothar Ulsaß, Dieter Krafczyk und Erich Maas, wobei insbesondere Maas ein klarer Mann für den Flügel mit großem Leistungspotential war. Als dann auch noch Gerwien wieder einsatzfähig war, gab es kein Vorbeikommen an der Flügelzange Gerwien – Maas. Mit seinen zwei Einsätzen in der Saison 1965/66 – am 30. Oktober und 6. November 1965 gegen München 1860 (2:2) bzw. Eintracht Frankfurt (1:4) – verabschiedete sich Weschke aus Braunschweig und schloss sich dem Süd-Regionalligisten Kickers Offenbach an.
In seiner ersten Regionalligarunde gewann er 1966/67 mit den Kickers im Süden die Meisterschaft, wozu er in 33 Ligaeinsätzen elf Tore erzielt hatte. An der Seite von Mitspielern wie Torhüter Rudolf Wimmer, Hermann Nuber, Josef Weilbächer, Engelbert Kraus und Gerd Becker absolvierte Weschke alle acht Spiele in der Aufstiegsrunde und erzielte fünf Tore. Drei Punktverluste gegen den 1. FC Saarbrücken (0:0, 3:4) brachten für Alemannia Aachen mit zwei Punkten Vorsprung gegenüber Offenbach den Aufstieg zuwege. In seinem zweiten Jahr in Offenbach, steigerte er seine Trefferquote in 34 Ligaspielen auf 14 Treffer und zog mit Offenbach erneut in die BL-Aufstiegsrunde ein. Mit den Verstärkungen Ferdinand Heidkamp, Dieter Fern, Egon Schmitt und Roland Weida glückte jetzt vor Bayer Leverkusen der Bundesligaaufstieg. Weschke war in sechs Spielen aufgelaufen und hatte ein Tor erzielt. Es klappte aber nicht mit einer Vertragsverlängerung bei den Kickers und er unterschrieb zur Saison 1968/69 einen neuen Vertrag in der Regionalliga West bei Fortuna Düsseldorf.
Auch bei der Fortuna gehörte der bewegliche Mann am Flügel in drei Runden Regionalliga der Stammbesetzung an: Der als Nachfolger von Bernhard Steffen verpflichtete Außenstürmer absolvierte 90 Regionalligaeinsätze und erzielte von 1968/69 bis 1970/71 für das Team vom Rheinstadion 16 Tore. Nach zwei vierten Rängen in den ersten zwei Runden unter Trainer Otto Knefler gelang nach der Vizemeisterschaft 1970/71 unter Trainer Heinz Lucas in der Aufstiegsrunde 1971 der Bundesligaaufstieg. Da Lucas die Dreierspitze mit Hilmar Hoffer, Reiner Geye und Dieter Herzog favorisierte, kam Weschke in der Aufstiegsrunde lediglich zu drei Einsätzen mit einem Tor. Für die Bundesligarunde 1971/72 kam zu den schon drei vorhandenen Konkurrenten im Angriff noch Herbert Gronen hinzu und für Weschke reichte es daher nur zu sechs Bundesligaeinsätzen (1 Tor). Nach vier Runden in Düsseldorf schloss er sich zur Saison 1972/73 dem Südwestregionalligisten Röchling Völklingen an.
In Völklingen traf er auf seinen ehemaligen Braunschweiger Trainer Helmuth Johannsen und erreichte an der Seite von Mitspielern wie Torhüter Jürgen Stars, Robert Pötzschke, Horst Berg, Klaus Hommrich und Walter Spohr die Vizemeisterschaft. In die Bundesligaaufstiegsrunde starteten Weschke und Kollegen am 23. Mai 1973 mit einem 2:1-Auswärtserfolg beim VfL Osnabrück. Insbesondere gegen den Aufsteiger Rot-Weiss Essen reichte aber die Qualität des Südwestvizemeisters nicht aus. Das Heimspiel wurde mit 0:4 und das Spiel an der Hafenstraße mit 1:3 verloren. Im letzten Jahr der alten Regionalliga-Zweitklassigkeit, 1973/74, belegte er mit Völklingen den vierten Rang und hatte in 28 Ligaeinsätzen zehn Tore erzielt. Er ging mit Völklingen noch in die neue 2. Fußball-Bundesliga zur Saison 1974/75 mit und erzielte in 36 Ligaspielen drei Tore. Danach beendete er seine höherklassige Spielerlaufbahn.

## Statistik als Spieler
- 1. Bundesliga
  - 15 Spiele, 0 Tore für Eintracht Braunschweig
  - 06 Spiele, 1 Tor für Fortuna Düsseldorf
- 2. Bundesliga
  - 36 Spiele, 3 Tore für Röchling Völklingen
- Regionalliga
  - 67 Spiele, 25 Tore für Kickers Offenbach
  - 90 Spiele, 16 Tore für Fortuna Düsseldorf
  - 53 Spiele, 14 Tore für Röchling Völklingen
- Aufstiegsrunde zur Bundesliga
  - 14 Spiele, 6 Tore für Kickers Offenbach
  - 03 Spiele, 1 Tor für Fortuna Düsseldorf
  - 04 Spiele, 0 Tore für Röchling Völklingen

## Erfolge als Spieler
Aufstieg in die Fußball-Bundesliga mit Kickers Offenbach 1968 und mit Fortuna Düsseldorf 1971.